# Али Еребара
Али Еребара (на албански: Ali Erebara) е албански юрист и политик.

## Биография
Роден е на 14 май 1897 година в западномакедонския българо-албански град Дебър в семейството на Яшар Еребара. В 1940 - 1942 година, по време на италианската анексия, е кмет на Тирана. В 1944 година е член на Дебърския съюз (Комитет за народностна свобода и независимост). Арестуван е след Пострибското въстание в 1946 година и прекарва целия комунистически режим в лагери или изгнание.